# Коатепек (Веракрус)
Коатепек (исп. Coatepec) — город в Мексике, входит в штат Веракрус, административный центр одноимённого муниципалитета.

## История

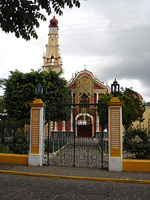
Церковь

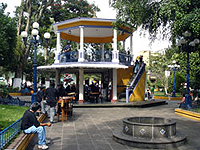
Парк

Город основан в 1560 году.